# Nicolaus Beckmann (Wasserbauingenieur)
Nicolaus Beckmann (* 14. April 1743; † 22. Juli 1786) war ein deutscher Wasserbauingenieur.

## Leben
Beckmann war von 1763 bis 1766 zunächst Postverwalter, studierte dann unter der Leitung seines Bruders Johann Beckmann Mathematik und Wasserbaukunst. 1770/71 bereiste er mit Unterstützung der königlichen Regierung die Niederlande, England und Deutschland. Nach seiner Rückkehr wurde er 1771 Deichkondukteur in Wilhelmsburg, 1774 Deichinspektor, schließlich Oberdeichgräf in Harburg. Nicolaus Beckmann verfasste zahlreiche Abhandlungen über den Wasserbau im Hannöverschen Magazin und anderen Organen und war korrespondierendes Mitglied der Gesellschaft der Wissenschaften in Göttingen (ab 1779) sowie Mitglied der Landwirtschaftsgesellschaft in Celle.